# Alberto Romea
Alberto Romea Catalina (Madrid, 6 de enero de 1881 - ibídem, 14 de abril de 1960) fue un actor español.

## Biografía
Hijo del actor y comediógrafo Julián Romea Parra y de Dolores Catalina Rodríguez y sobrino-nieto de Julián Romea Yanguas. Estudiante de derecho, abandonó sus estudios tras la muerte de su padre. Alberto Romea debutó en el Teatro Lara con el sainete Modas, de Jacinto Benavente, pasando más adelante a la compañía de Enrique Borrás. Desde entonces siempre compaginó su carrera teatral con la cinematográfica, que comenzó en el cine mudo. 
Alberto Romea es especialmente recordado por su interpretación del viejo maestro en Historias de la radio o su participación en Bienvenido Mr. Marshall o en Los jueves, milagro, su última película.

## Filmografía (selección)
- Garrotazo y tentetieso (1914)
- La señorita de Trévelez (1936).
- Carmen, la de Triana (1938)
- El barbero de Sevilla (1938)
- Los hijos de la noche  (1939)
- Suspiros de España  (1939)
- Eloísa está debajo de un almendro  (1943)
- El 13-13 (1943)
- Deliciosamente tontos (1943)
- Tierra sedienta (1945)
- El emigrado (1946)
- La mies es mucha (1948)
- Filigrana (1949)
- Mi adorado Juan (1950)
- Alba de América (1951)
- La leona de Castilla (1951)
- Bienvenido Mr. Marshall (1952)
- Sobresaliente (1953)
- Historias de la radio (1955)
- Los jueves, milagro (1957)[2]

## Teatro (selección)

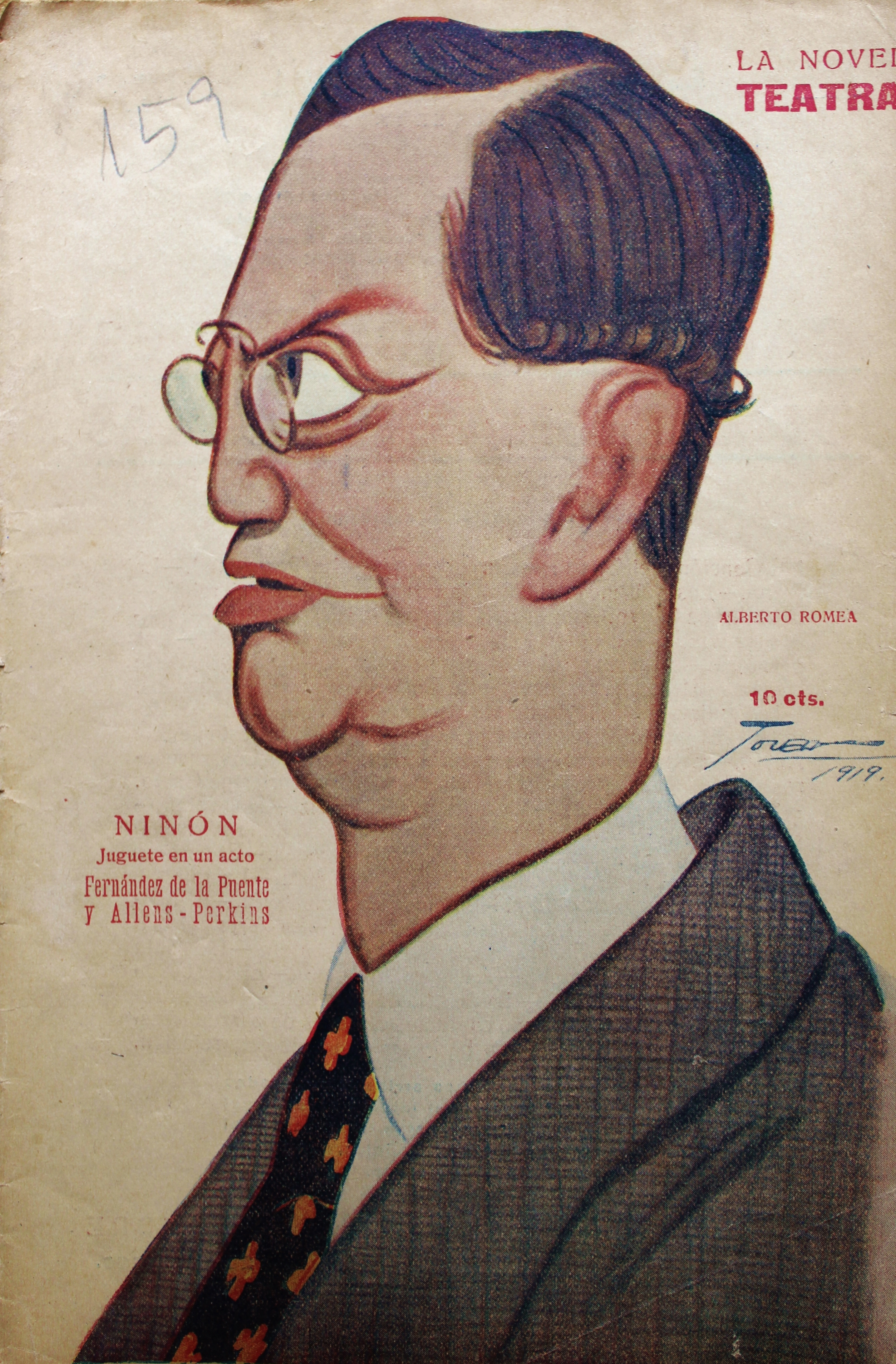
Caricaturizado por Tovar (La Novela Teatral, 1919)

- El orgullo de Albacete (1902), de Pierre Veber.
- Doña Clarines (1909), de los Hermanos Álvarez Quintero.
- No somos nadie (1909), de Carlos Fernández Shaw.
- La losa de los sueños (1911), de Jacinto Benavente.
- Puebla de las Mujeres (1912), de los Hermanos Álvarez Quintero.
- La propia estimación (1915), de Jacinto Benavente.
- La campana (1919), de Luis Fernández Ardavín.
- El abuelo (1920), de Benito Pérez Galdós.
- Los chatos (1924), de Pedro Muñoz Seca.
- Canción de cuna (1946), de Gregorio Martínez Sierra.
- Celos del aire (1950), de José López Rubio.